# Одеська біржа
Одеська біржа — друга біржа після Санкт-Петербурзької в Росії. Заснована ще в 1796, вона була як товарна, так і фондова. Займала особливе становище у низці інших бірж Російської імперії.

## Історія

### Хлібна торгівля
Хлібна торгівля була головним життєвим нервом міської внутрішньої торгівлі, торгівля зерновими продуктами у різні роки становила до 70%. І не дивно, що одесити чимало дбали про влаштування хлібної торгівлі. Вони вжили заходів до влаштування зручної хлібної гавані, провели за особливою естакадою залізницю з пристроями для безпосереднього навантаження хлібного товару з вагонів у трюми пароплавів. 
Товариство південно-західних залізниць у 1890-х відкрило в Одесі елеватор. На користь хлібної торгівлі в Одесі засновано хлібну інспекцію. Хліботорговцями неодноразово порушувалося питання «про необхідність влаштування в Одесі за прикладом закордонних портів (Кенігсберга, Данцига) особливого ринку для хліба, що доставляється вагонами, причому хліб цей залишався б у вагонах до доби без сплати грошей за простий вагонів, а потім вагони подавалися б до теми магазинам, куди хліб продано». Подібне клопотання зустріло повне співчуття у зацікавлених установах, яких було чимало.
За свідченням дослідників економіки краю кінця ХІХ століття, хлібна торгівля там «демократизувалася», тобто із рук небагатьох великих фірм вона переходила до рук дрібних підприємців. Це було вже повсюдним у Росії. Причина його — розмінювання залізницями великих торгових центрів на дрібніші, що спричинило залучення до участі в торговому обороті дрібніших капіталістів. Вони знаходили собі достатнім заробіток на дрібніших партіях, з незначним прибутком, але з швидшим оборотом вкладеного у справу капіталу.

### Створення біржі

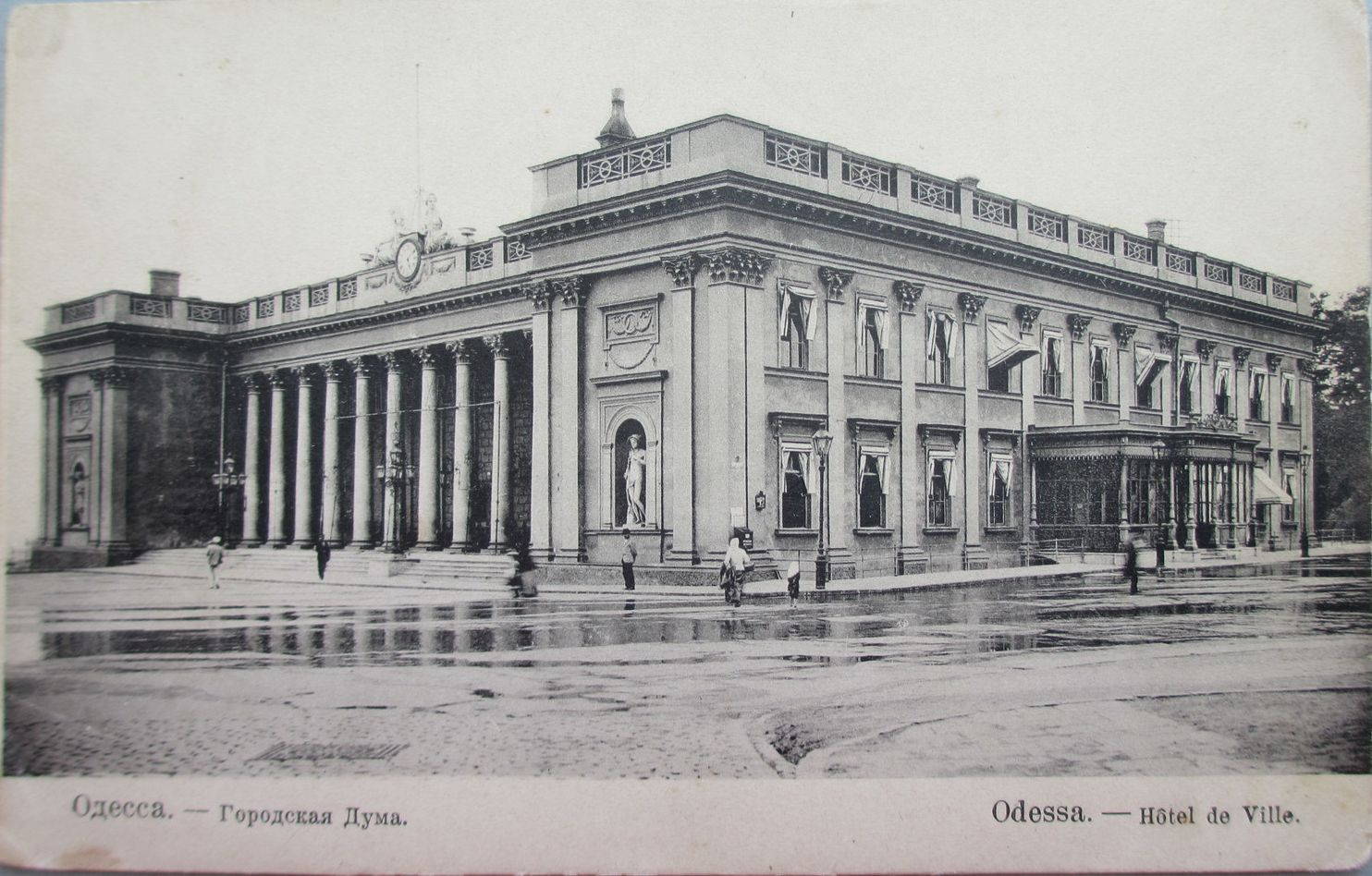
Будівля «Старої біржі». З будівництвом будівлі «нової біржі» у будівлі старої розмістилася Міська Дума. Фото початку ХХ століття

Примітно, що біржа в Одесі створена за клопотанням іноземного купецтва. Збори проходили щодня з 10 до 12 години. Для спостереження за порядком на біржі був присутній поліцмейстер. Три десятки років вистачило, щоб біржовики поставили питання про власну будівлю, яку швидко звели. Але нова споруда не задовольнила їх, оскільки приміщення біржі були сусідами з іншими міськими установами. Їхня робота обмежувала діяльність біржовиків. За допомогою облігаційної позики було запропоновано зібрати гроші на будівництво нової Одеської біржі. Її заклали в 1894 на розі Поліцейської та Пушкінської вулиць. Вартість її будівництва становила приблизно 800 000 рублів.
Про фондову торгівлю на Одеській біржі відомо небагато. У котируваннях Одеської біржі переважали цінні папери місцевих банків та облігації міських позик. Значна частина угод із цінними паперами укладалася за межами біржі, зокрема у відомому кафе Фанконі. У спогадах сучасників майже нічого не йдеться про пристрасті у торгівлі цінними паперами. Говорили, що як фондова, Одеська біржа була не така ажіотажна, як, скажімо, Санкт-Петербурзька. У ті роки, а це було наприкінці століття, писали:
|  | Санкт-Петербуржская и Московская биржи были и в отчётном году местом биржевой игры, хоть и не столь значительной, как в предыдущем; но на Одесской бирже игра эта совершенно не отражается. |

Сьогодні будівлю Старої біржі займає Одеська міська рада, а будівля нової біржі – Одеська державна філармонія.

## Галерея

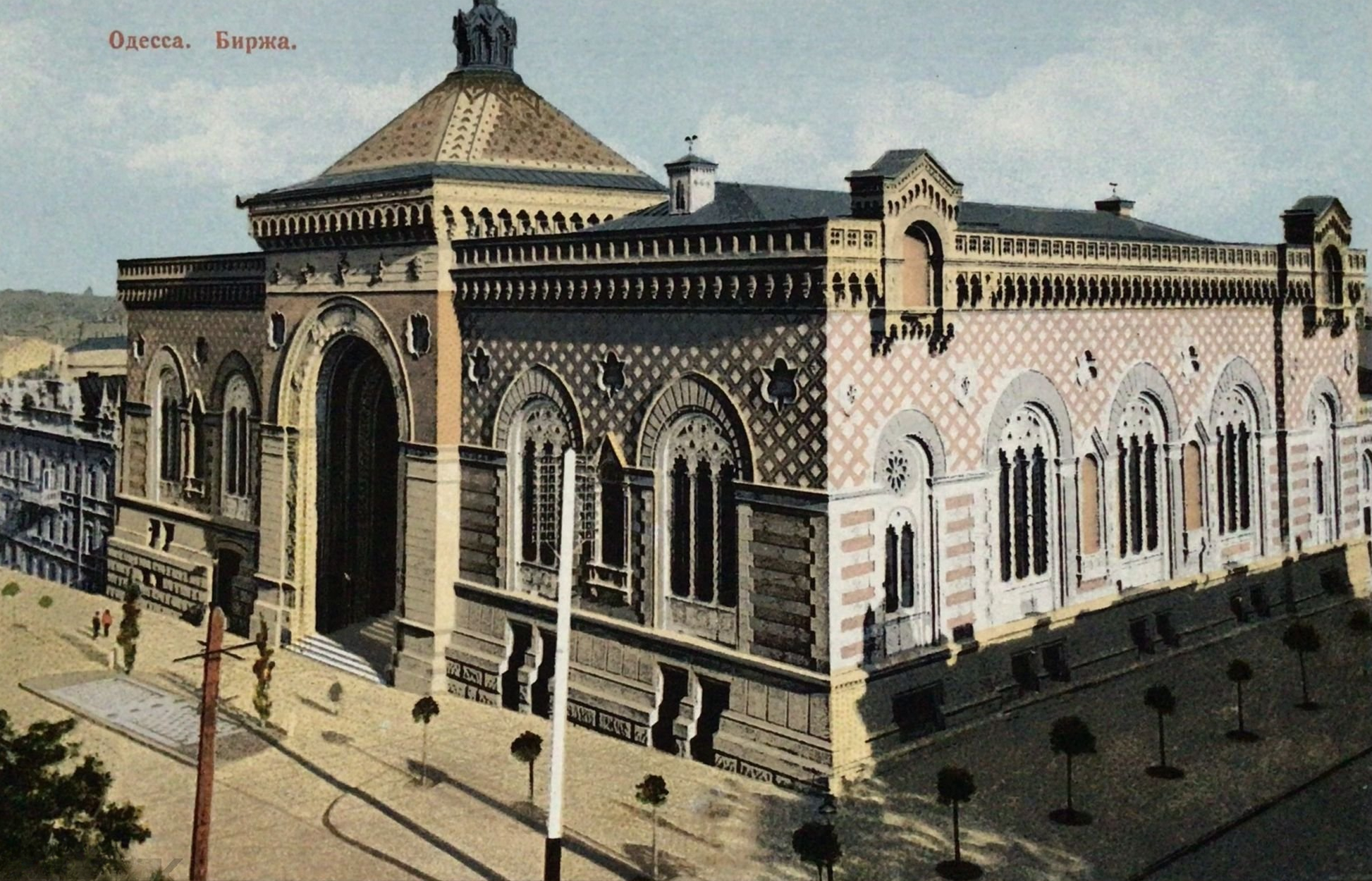
1900
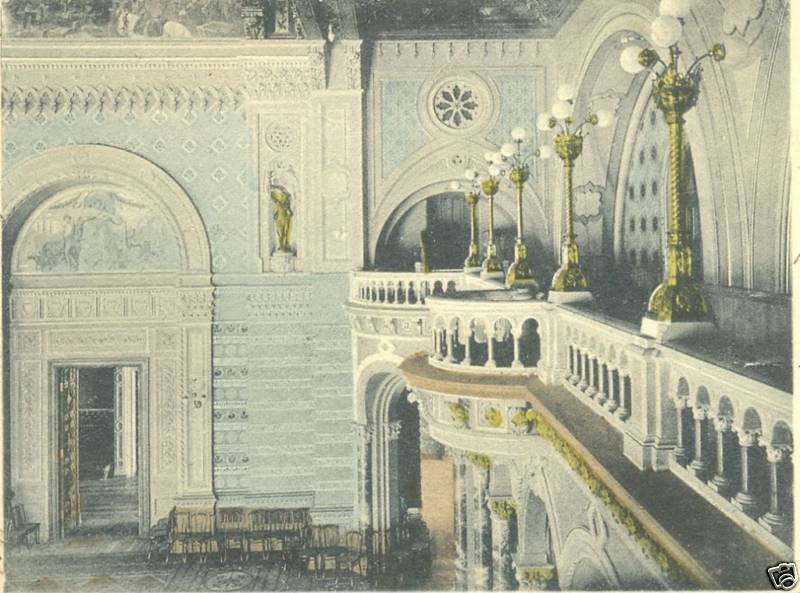
Головна зала
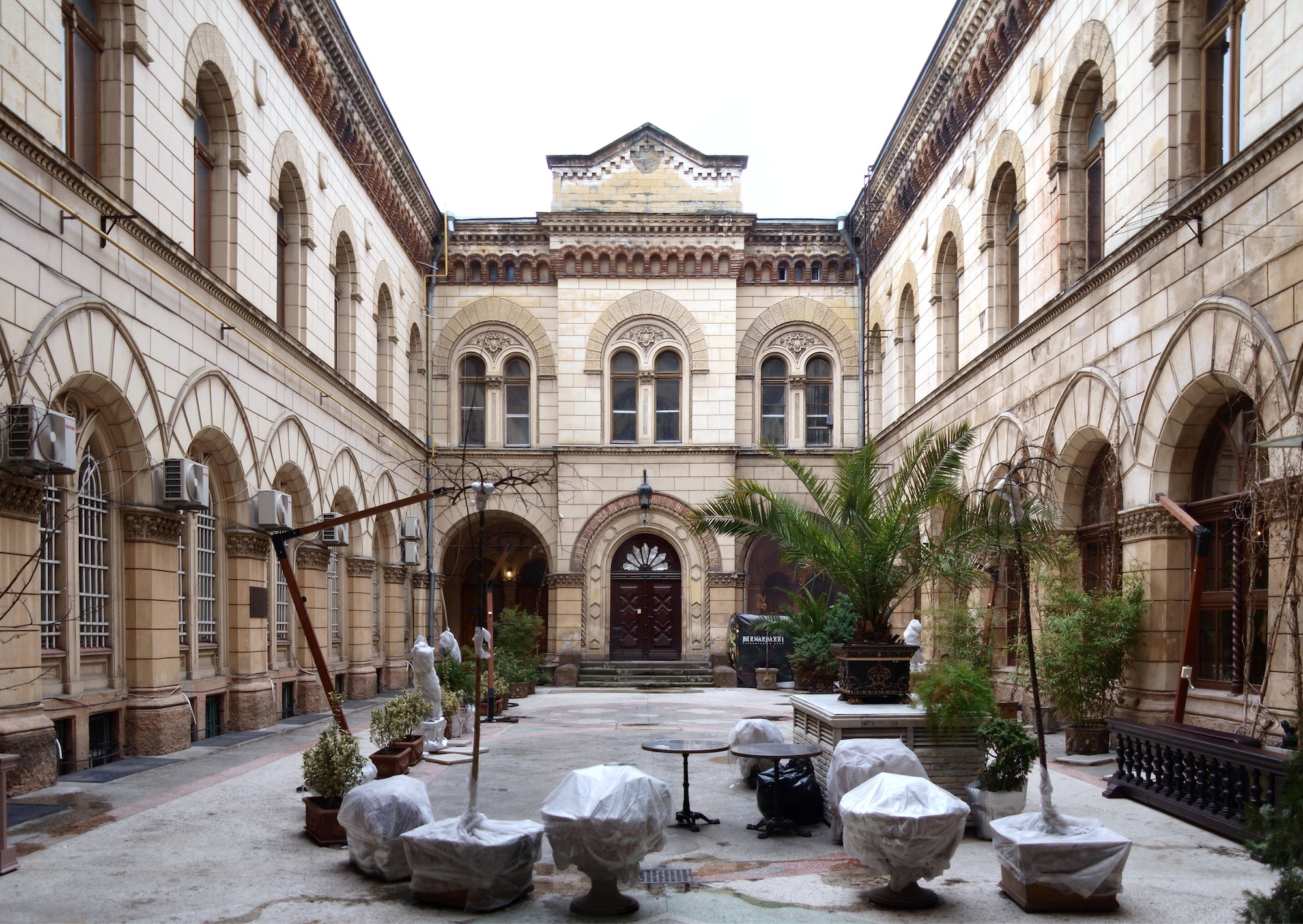
Двір
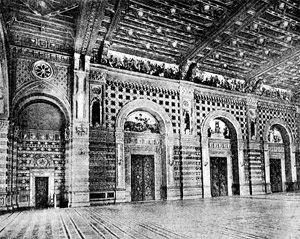
Концертний зал, 1899
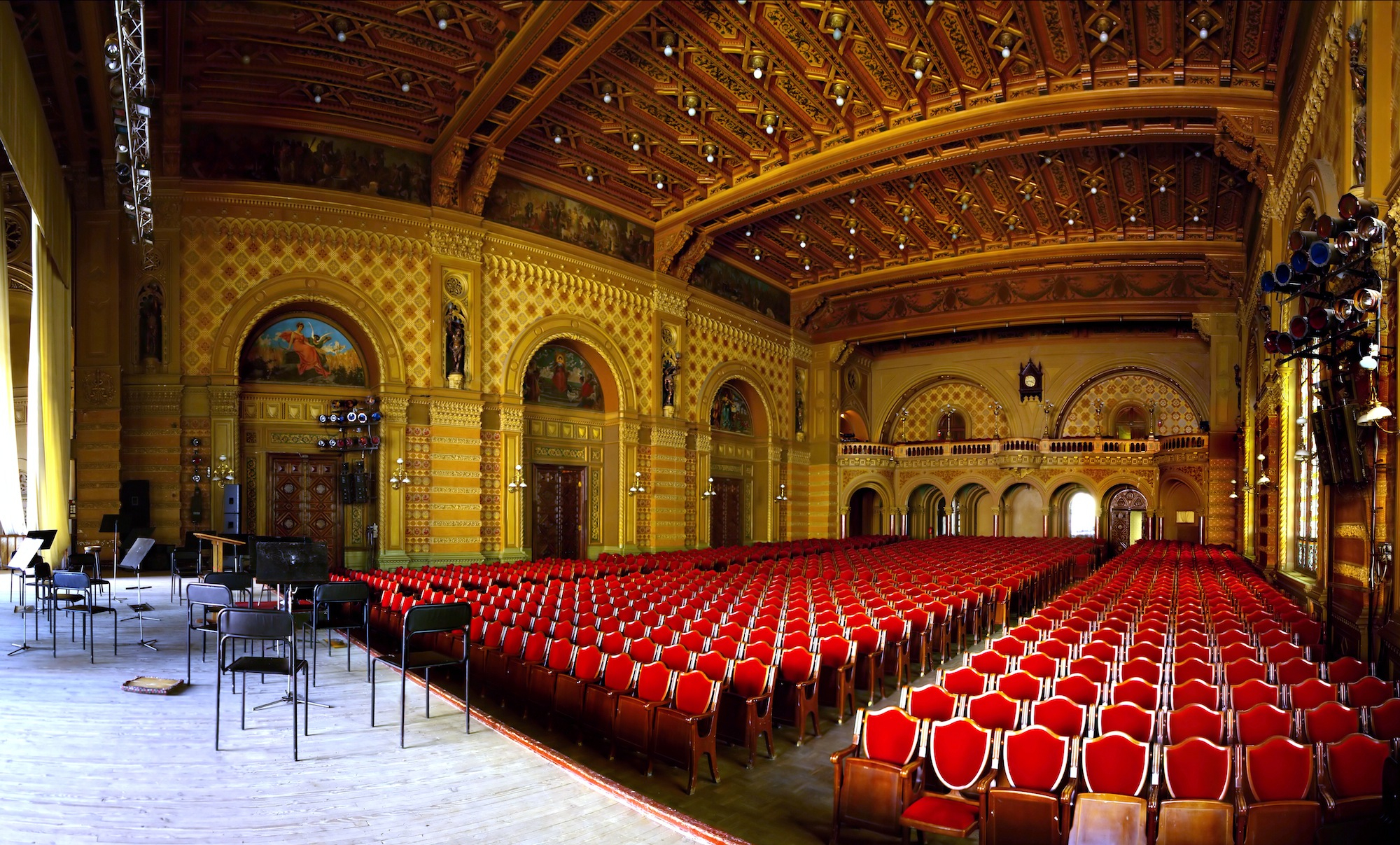
Концертный зал, современный вид
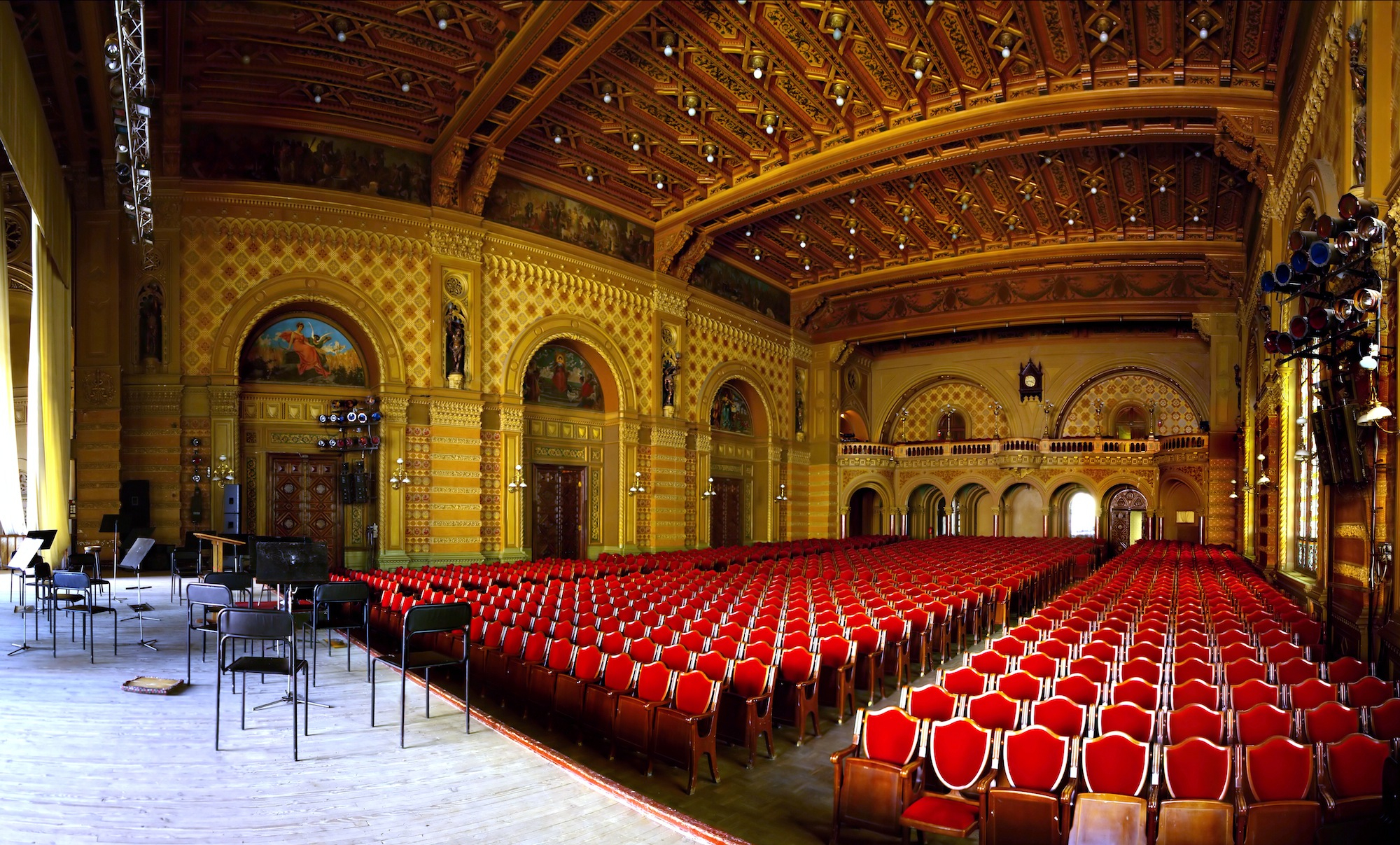
Концертний зал
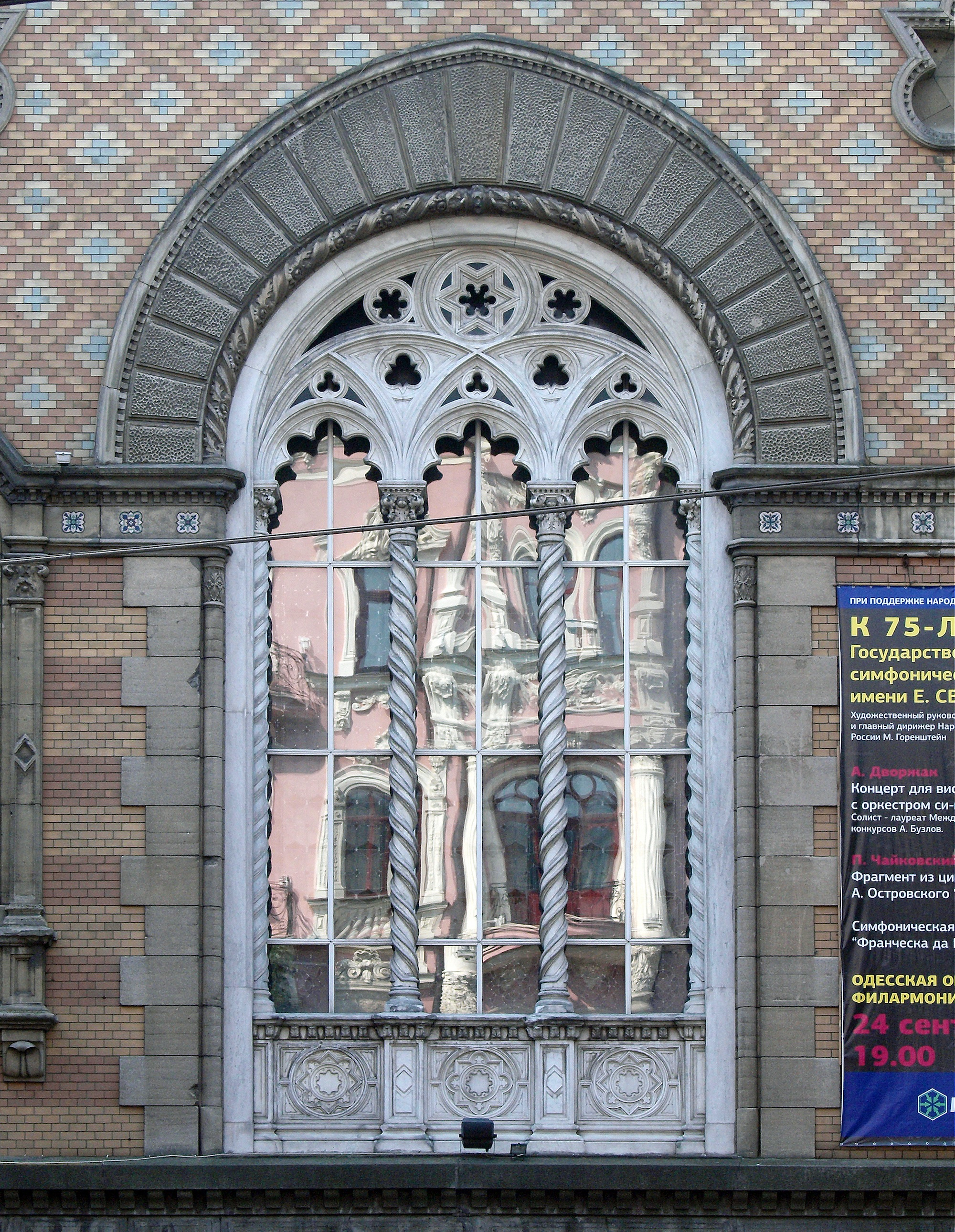
Вікна
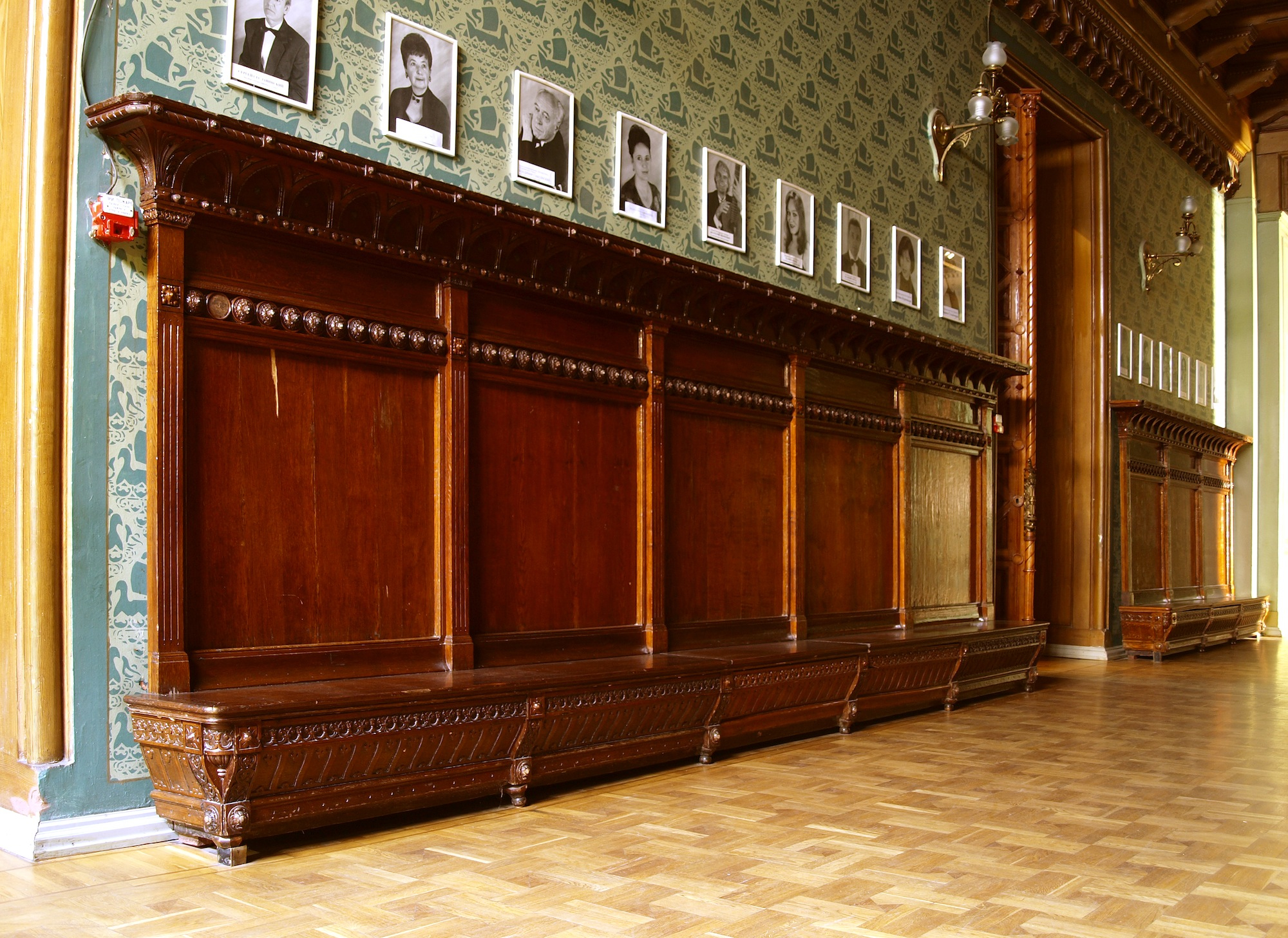
Центральний коридор